# Hot Wheels Unleashed
Hot Wheels Unleashed è un videogioco di corse automobilistiche del 2021 sviluppato e pubblicato da Milestone per Microsoft Windows, Nintendo Switch, PlayStation 4, PlayStation 5, Xbox One e Xbox Series X/S ed è basato sulla linea di giocattoli "Hot Wheels" prodotta da Mattel. È stato pubblicato il 30 settembre 2021.

## Accoglienza

### Critica
Secondo Metacritic, le versioni per PlayStation 5 e PC hanno ricevuto generalmente favorevoli, mentre le versioni Xbox Series X/S e Nintendo Switch hanno ricevuto recensioni miste.

## Sequel
Il seguito, intitolato Hot Wheels Unleashed 2: Turbocharged, è stato pubblicato il 19 ottobre 2023, e candidato ai The Game Awards di quell'anno come miglior gioco di corsa.